# Alfredo Castelló Sáez
Alfredo Cesáreo Castelló Sáez (Sagunt, 1963) és un advocat i polític valencià, alcalde de Sagunt (Camp de Morvedre) entre 2007 i 2014 i vicepresident primer de les Corts Valencianes des de 2023.
Llicenciat en dret, Alfredo Castelló és militant i president del Partit Popular (PP) a Sagunt des del 1991, ciutat on és regidor des del 1995. El 2007 aconseguí el suport del partit Segregació Portenya (SP) per a convertir-se en alcalde, revalidant el càrrec el 2011 després de la manca d'acord del PSPV amb SP i EUPV.
Alfredo Castelló és també diputat a les Corts Valencianes des de les eleccions de 2011.